# Amerikaanse zwarte beer

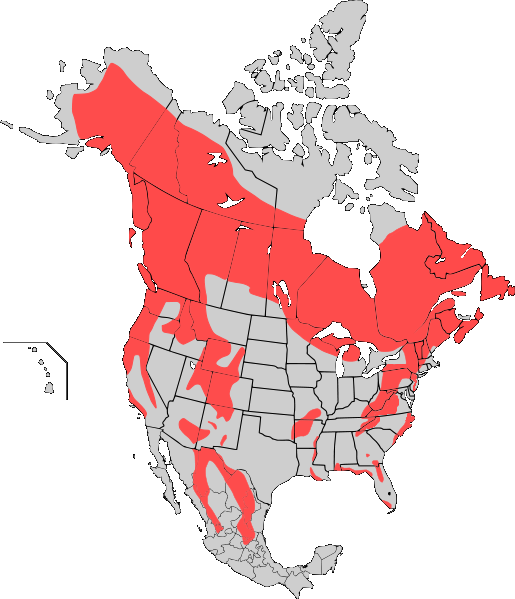
Verspreidingsgebied

De Amerikaanse zwarte beer of baribal (Ursus americanus) is de kleinste van de drie berensoorten in Noord-Amerika.

## Kenmerken
In het oosten van zijn leefgebied is de Amerikaanse zwarte beer over het algemeen daadwerkelijk zwart. In het westen zijn de dieren meestal zwart tot kaneelkleurig, maar er zijn ook witte exemplaren van bekend, en zilvergrijze met een blauwachtige glans. Volwassen vrouwtjes wegen tussen 40 en 180 kg en volwassen mannetjes wegen tussen 114 en 274 kg. De lichaamslengte bedraagt 130 tot 190 cm en de staartlengte 7 tot 15 cm. De Amerikaanse zwarte beer heeft sterke poten met lange nagels.

## Voedsel en leefgebied
Het dieet van deze solitaire omnivoor bestaat vooral uit planten (knoppen en twijgen, bladeren, noten, wortels, vruchten, bessen en spruiten), maar hij eet ook vis, insecten, larven, honing, kleine tot middelgrote zoogdieren en andere gewervelden. Hij komt voor in bijna heel Alaska en Canada, de Rocky Mountains tot in Mexico en van de Appalachen tot Florida. Hij leeft voornamelijk in bossen, beboste bergen (tot 2100 meter hoogte) en moerassen.

## Voortplanting
Aan het eind van de winter worden één tot drie jongen geboren in een hol.

## Trivia
- Het bont van de Amerikaanse zwarte beer wordt gebruikt voor de helmen van de wachters van Buckingham Palace.
- De naam teddybeer is ontstaan toen de Amerikaanse president Theodore ("Teddy") Roosevelt weigerde een weerloze berenwelp dood te schieten.
- De Amerikaanse zwarte beer kent zestien ondersoorten, waaronder de in de Rocky Mountains levende kaneelbeer (Ursus americanus cinnamomum), de kermodebeer (Ursus americanus kermodei) uit de kuststrook van de Canadese provincie Brits-Columbia, de New Mexico zwarte beer (Ursus americanus amblyceps), de gletsjerbeer (Ursus americanus emmonsii) uit het zuidoosten van Alaska en de floridabeer (Ursus americanus floridanus).

## Fotogalerij

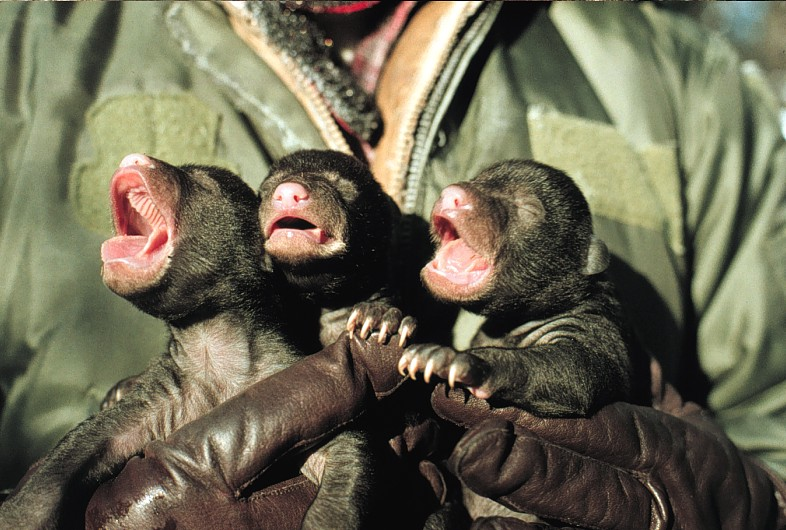
Kleine zwarte beren
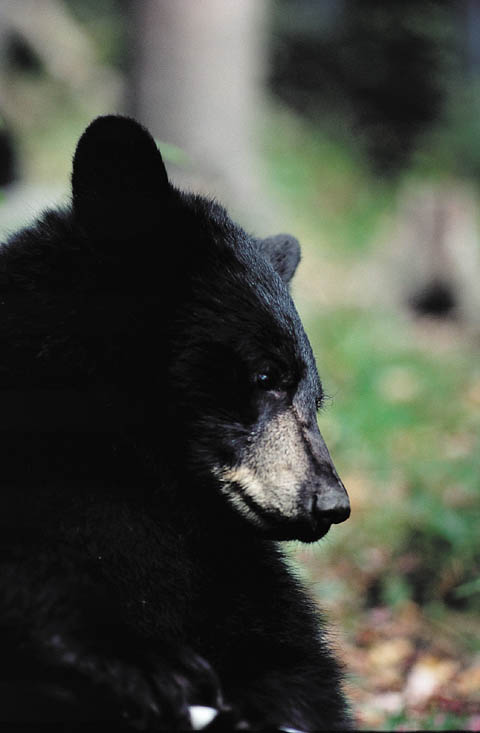
Amerikaanse zwarte beer
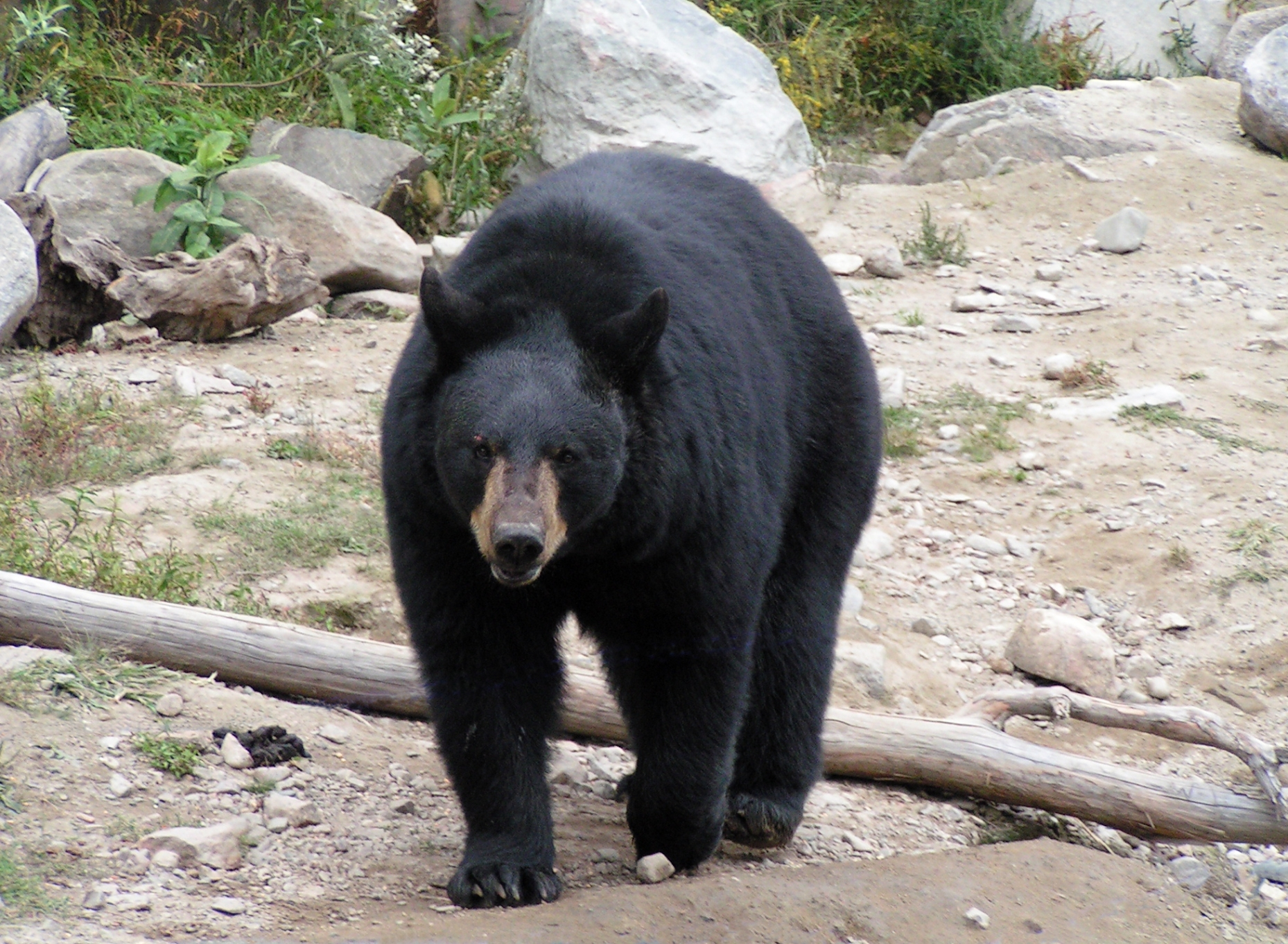
Amerikaanse zwarte beer in Canada
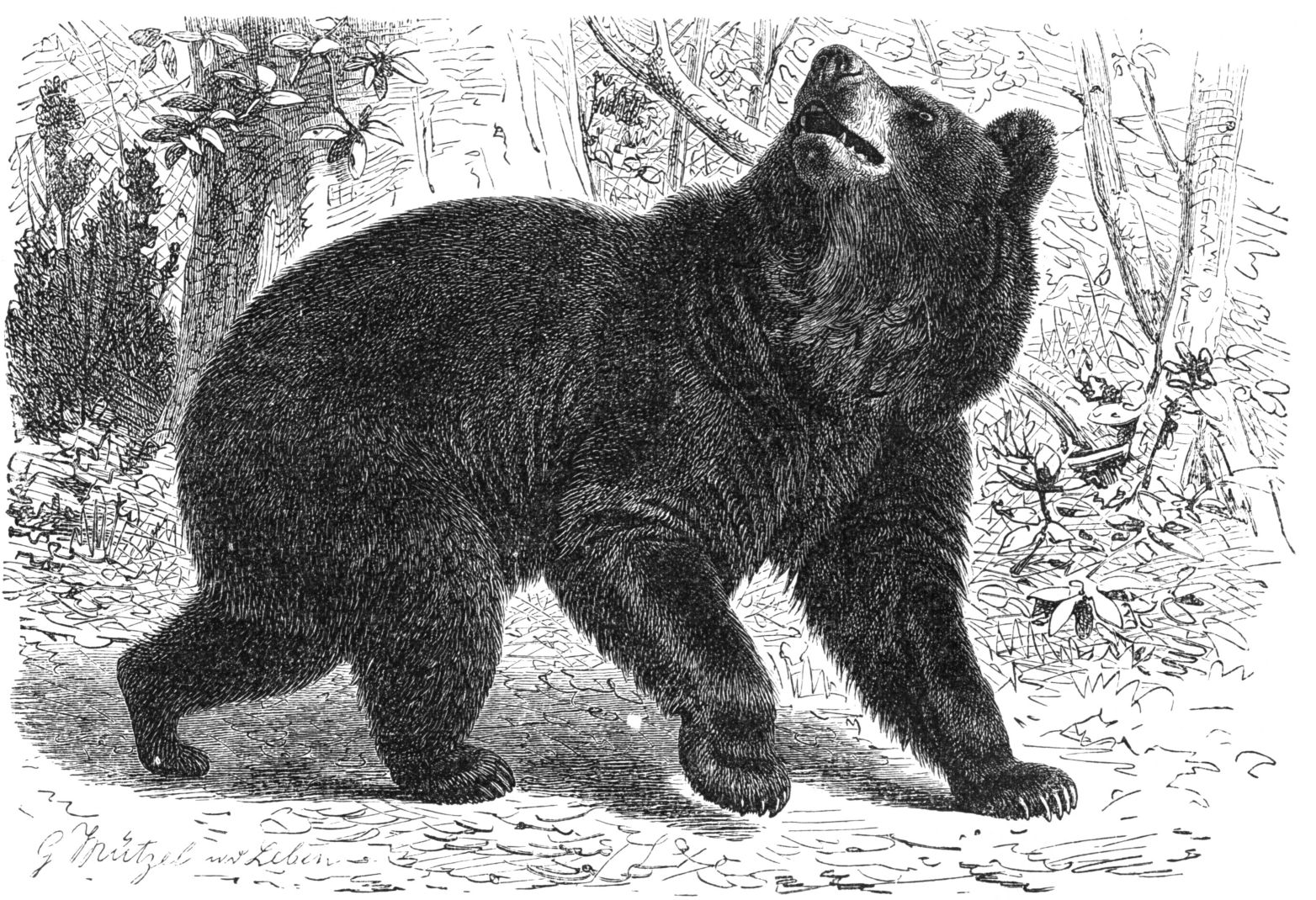
Tekening van zwarte beer